# 眼斑雪冰魚
眼斑雪冰魚，為輻鰭魚綱鱸形目南極魚亞目鱷冰魚科的其中一種，分布於南冰洋區，從南奧克尼群島至南極半島海域，棲息深度可達1000公尺，體長可達52公分，為底棲性魚類，屬肉食性，以磷蝦及魚類為食。可做為食用魚。
幼魚出生時只有17毫米長，平均每周長2毫米，其間以磷蝦為食，直到18個月長成後。成魚要到四歲時才開始性成熟，之後會再生活八到十年，最長可達12年
。南極秋季時，成魚會游到較淺水的海床（200–300 m）產卵，六個月後的四月左右孵化。
眼斑雪冰魚身體表面沒有鱗片覆蓋；其血液透明，裡面不含血紅蛋白，因為在冰冷的南極海（攝氏-1.9度）中，魚只消耗少量的氧氣；氧的溶解度非常的高。這在脊椎動物中非常罕見。2011年時，日本的東京海洋生物公園曾解剖過一條魚的標本，事後說魚的血「就像清水一樣的清」。

## 擴展閱讀
維基物種上的相關：眼斑雪冰魚